# أنطون أندرسون (منافس ألعاب قوى)
أنطون أندرسون (بالسويدية: Anton Andersson)‏ هو منافس ألعاب قوى سويدي، ولد في 12 مارس 1981. كانت أفضل قفزة له 17,10 مترا.

## وصلات خارجية
- انطون أندرسون على موقع الاتحاد الدولي لألعاب القوى (الإنجليزية)